# Elisabeth Schmied
Elisabeth Schmied (geboren 1980 in Oberösterreich) ist eine österreichische Schriftstellerin und Drehbuchautorin. Sie lebt mit ihrem Mann Andreas Schmied und ihrem gemeinsamen Sohn in Wien.

## Karriere
Elisabeth Schmied startete ihre Karriere im Theater und mit der Veröffentlichung von Kurzgeschichten, bevor ihre beiden Romane Mädchen können immer und Der Penner im Pyjama ist mein Papa erschienen. Danach studierte sie Science Fiction und Fantasy Writing als postgraduales Studium in New York und veröffentlichte auch auf Englisch (als Leanna Blacksmith).
Nachdem die Produktionsfirma Dor-Film mit Mikes Garage einen Serienpiloten, den sie mit Andreas Schmied gemeinsam geschrieben hatte, verfilmte, schrieb sie die Animationsserie zu Hexe Lilli und die Adaptierung ihres Romans Mädchen können immer. (Allegro Film).
Anfang 2021 wurde ihr Kinodebüt Klammer – Chasing the Line verfilmt, das sie mit Andreas Schmied, der auch Regie führte, verfasst hatte. Ebenso mit Andreas Schmied schrieb sie das Drehbuch zur Linzer Stadtkomödie Heribert, die 2024 im Ersten und 2025 im ORF ausgestrahlt wurde. (Regie: Andreas Schmied, Produktion: Aichholzer Film)
2022 erhielt sie für ihr Projekt Ida entdeckt wieder gemeinsam mit Julia R. Waldner die „Heldinnen-in-Serie“-Auszeichnung vom Filmförderprogramm des Bundesministeriums für Arbeit und Wirtschaft (BMAW) und dem Wissenschaftsministerium.
Ihr Projekt Mandy und die Mächte des Bösen ist aus dem Genre Horrorcomedy und die erste deutsch-österreichische Amazon-Prime-Serie. Dafür ist Elisabeth Schmied Creator, Kodrehbuchautorin und Koproducer. Sie hat die achtteilige Serie gemeinsam mit Andreas Schmied geschrieben, der auch Regisseur und Koproduzent ist. (Produktion: Caligari Film & Samsara Film)

## Filmografie

### Streaming
2023: Mandy und die Mächte des Bösen (Creator, Co-Autorin)

### Kino
- 2023: Pulled Pork (Co-Story)
- 2022: Rubikon (Story Consultant)
- 2021: Klammer – Chasing the Line (Co-Autorin)

### TV
- 2022: Heribert (Co-Autorin)
- 2005: Mike’s Garage (Co-Autorin)
- 2011: Hexe Lilli: Lilli und das Wildpferd

## Bibliografie

### Romane
- 2012: Mädchen können immer (Schwarzkopf & Schwarzkopf Verlag, Berlin)
- 2013: Der Penner im Pyjama ist mein Papa (Schwarzkopf & Schwarzkopf Verlag, Berlin)

### Kurzgeschichten
- 2001: Canale Morte – erschienen in: Anthologie „ersatzlos geschrichen“ des Literaturmagazins Podium
- 2002: Hey, Mr. Brown – erschienen in: erostepost Nr. 27
- 2008: Lost and Found – erschienen in: Belletristik 06 – Zeitschrift für Literatur und Illustration
- 2014: Die Sache mit der Zeit – erschienen auf: Geschichtenbox (www.geschichtenbox.at)
- 2014: Die Monster unter dem Bett – erschienen auf: Geschichtenbox (www.geschichtenbox.at)
- 2017: We Belong, We Don’t Want to Belong (englisch) – erschienen auf: create50 (www.create50.com)